# 능주향교 은행나무
능주향교 은행나무는 대한민국 전라남도 화순군 능주면 남정리, 능주향교에 있는 은행나무이다. 2005년 1월 15일 화순군의 향토문화유산 제25호로 지정되었다.